# Вуэльта Кубы
Вуэльта Кубы (исп. Vuelta a Cuba) — шоссейная многодневная велогонка, проходившая по территории Кубы с 1964 по 2010 год.

## История
Гонка была создана в 1964 году президентом только что образовавшейся федерации велоспорта Кубы — Рейнальдо Пасейро, двукратным чемпионом Игр Центральной Америки и Карибского бассейна. В первой гонке приняло участие 72 гонщика. Первые три издания были общенациональными, но благодаря их успеху стало возможным перейти на международный уровень.
С 1967 года гонка стала международной когда участие в ней впервые приняли две национальные сборные Мексики и Польши, выступавшие потом практически ежегодно. В 1974 году к ним присоединились сборные Аргентины и Чехословакии. А в 1976 году их примеру последовали сборные ГДР, Польши и СССР которые иногда выставляли сразу по две команды. Все эти команды приезжали на гонку для подготовки своих гонщиков к предстоящему велосезону. 
Участие также принимали сборные других стран таких как Колумбии (с 1976 года), Панамы, Венесуэлы (обе с 1977 года), Коста-Рики (в 1979 году), Никарагуа (в 1983 году), Испании. До 1990 года гонка формально была любительской и проводилась ежегодно за исключением 1970, 1974 и 1982 годов. Затем в её проведении наступил перерыв.
В 2000 году после девятилетнего перерыва гонка была возрождена и стала профессиональной получив категорию 2.5. В 2005 году гонка вошла в календарь только что созданного Американского тура UCI с категорией 2.2. 
В 2011 году гонка была отменена по финансовым причинам и больше не проводилась.
Маршрут гонки включал от 11 до 15 этапов. Общая протяжённость дистанции всегда составляла больше 1000 км. Самой короткой была гонка 1964 года — 1180 км, а самой длинной 1968 года — 2167 км. Помимо генеральной классификации определялись победители в очковой, горной, молодёжной и командной классификациях.
Из 35 проведённых гонок 28 раз выиграли кубинские гонщики и 7 раз иностранные.

## Призёры
| Год                      | Победитель                 | Второй                     | Третий                 |
| ------------------------ | -------------------------- | -------------------------- | ---------------------- |
| 1964                     | Серхио Мартинес            | Леон Антонио Эрр           | Альберто Падилья       |
| 1965                     | Родольфо Норьега           | Серхио Мартинес            | Леон Антонио Эрр       |
| 1966                     | Серхио Мартинес            | Леон Антонио Эрр           | Орландо Паэс           |
| 1967                     | Хенрик Ковальский          | Алехандро Оропеса          | Серхио Мартинес        |
| 1968                     | Серхио Мартинес            | Агустин Алькантара         | Рауль Марсело Васкес   |
| 1969                     | Серхио Мартинес            | Радамес Тревиньо           | Роберто Менендес       |
| 1970 не проводилась      |                            |                            |                        |
| 1971                     | Рауль Марсело Васкес       | Альдо Аренсибия            | Сесилио Лопес          |
| 1972                     | Альдо Аренсибия            | Рауль Марсело Васкес       | Серхио Мартинес        |
| 1973                     | Леонардо Эрнандес          | Марио Пуйоль               | Альдо Аренсибия        |
| 1974 не проводилась      |                            |                            |                        |
| 1975                     | Карлос Кардет              | Родольфо Витела            | Альдо Аренсибия        |
| 1976                     | Альдо Аренсибия            | Абелардо Риос              | Родриго Ванегас        |
| 1977                     | Карлос Кардет              | Александр Аверин           | Альдо Аренсибия        |
| 1978                     | Сергей Сухорученков        | Альдо Аренсибия            | Карлос Кардет          |
| 1979                     | Карлос Кардет              | Хорхе Антонио Перес Кастро | Луис Санчес            |
| 1980                     | Альдо Аренсибия            | Хорхе Антонио Перес Кастро | Сергей Морозов         |
| 1981                     | Хорхе Антонио Перес Кастро | Кристобаль Перес           | Эдуардо Алонсо         |
| 1982 не проводилась      |                            |                            |                        |
| 1983                     | Олаф Йенцш                 | Харди Грёгер               | Эдуардо Алонсо         |
| 1984                     | Эдуардо Алонсо             | Йенс Хеппнер               | Виктор Демиденко       |
| 1985                     | Александр Зиновьев         | Эдуардо Алонсо             | Харди Грёгер           |
| 1986                     | Эдуардо Алонсо             | Дан Радтке                 | Олег Ярошенко          |
| 1987                     | Эдуардо Алонсо             | Альфонсо Роберто Родригез  | Иван Иванов            |
| 1988                     | Эдуардо Алонсо             | Эдуардо Круз Диас          | Олаф Йенцш             |
| 1989                     | Эдуардо Алонсо             | Джамолидин Абдужапаров     | Стефан Готтшлинг       |
| 1990                     | Эдуардо Алонсо             | Эриберто Родригес Галло    | Исраэль Торрес         |
| 1991-1999 не проводилась |                            |                            |                        |
| 2000                     | Педро Пабло Перес          | Омар Пумар                 | Иддис Табарез          |
| 2001                     | Педро Пабло Перес          | Луис Амаран                | Роландо Басульто Гомес |
| 2002                     | Филиппо Поццато            | Бернхард Айзель            | Педро Пабло Перес      |
| 2003                     | Тодд Херриотт              | Эльесер Вальдес            | Максим Гуров           |
| 2004                     | Педро Пабло Перес          | Хосе Чакон Диас            | Дамиан Мартинес        |
| 2005                     | Дамиан Мартинес            | Луис Амаран                | Сезар Салазар          |
| 2006                     | Педро Пабло Перес          | Матия Квасина              | Франклин Чакон         |
| 2007                     | Свейн Тафт                 | Педро Пабло Перес          | Карлос Хосе Очоа       |
| 2008                     | Педро Пабло Перес          | Рауль Гранжель             | Йенир Лопес Фонсека    |
| 2009                     | Арнольд Альколеа           | Франсуа Паризьен           | Мануэль Медина         |
| 2010                     | Арнольд Альколеа           | Хосе Аларкон               | Йенир Лопес Фонсека    |